# FA Charity Shield 2001
FA Charity Shield 2001 byl 79. ročník anglického superpoháru zvaného Charity Shield, pořádaného anglickou fotbalovou asociací (FA). Zápas se odehrál 12. srpna 2001. Z důvodu demolice a stavby nového stadionu Wembley, tradičního dějiště anglického superpoháru, se střetnutí poprvé odehrálo na Millennium Stadium v Cardiffu. Účastníky byli vítěz Premier League sezóny 2000/01 Manchester United FC, a vítěz anglického poháru ve stejném roce Liverpool FC.

## Statistiky zápasu
| 12. srpna 2001 16:00 SELČ     |        |                      |                                                                  |
| Liverpool FC                  | 2 : 1  | Manchester United FC | Millennium Stadium, Cardiff diváci: 70 227 rozhodčí: Andy D'Urso |
| McAllister 2' (pen.) Owen 16' | Report | 51' Van Nistelrooy   | Millennium Stadium, Cardiff diváci: 70 227 rozhodčí: Andy D'Urso |

| Liverpool FC | Manchester United FC |

| GK              | 1  | Sander Westerveld |     |     |
| RB              | 6  | Markus Babbel     |     |     |
| CB              | 2  | Stéphane Henchoz  |     |     |
| CB              | 4  | Sami Hyypiä       |     |     |
| LB              | 18 | John Arne Riise   |     | 84' |
| RM              | 13 | Danny Murphy      | 35' | 72' |
| CM              | 16 | Dietmar Hamann    |     |     |
| CM              | 21 | Gary McAllister   |     |     |
| LM              | 20 | Nick Barmby       |     | 72' |
| CF              | 8  | Emile Heskey      |     |     |
| CF              | 10 | Michael Owen      |     |     |
| Náhradníci:     |    |                   |     |     |
| GK              | 19 | Pegguy Arphexad   |     |     |
| DF              | 23 | Jamie Carragher   |     | 84' |
| DF              | 30 | Djimi Traoré      |     |     |
| MF              | 25 | Igor Bišćan       |     | 72' |
| MF              | 11 | Jamie Redknapp    |     |     |
| MF              | 15 | Patrik Berger     |     | 72' |
| FW              | 37 | Jari Litmanen     |     |     |
| Trenér:         |    |                   |     |     |
| Gérard Houllier |    |                   |     |     |

| GK            | 1  | Fabien Barthez      |     |     |
| RB            | 3  | Denis Irwin         |     |     |
| CB            | 2  | Gary Neville        |     |     |
| CB            | 6  | Jaap Stam           |     |     |
| LB            | 27 | Mikaël Silvestre    |     |     |
| RM            | 7  | David Beckham       |     |     |
| CM            | 8  | Nicky Butt          |     | 66' |
| CM            | 16 | Roy Keane           |     |     |
| LM            | 11 | Ryan Giggs          |     |     |
| SS            | 18 | Paul Scholes        | 17' |     |
| CF            | 10 | Ruud van Nistelrooy |     |     |
| Náhradníci:   |    |                     |     |     |
| GK            | 13 | Roy Carroll         |     |     |
| DF            | 5  | Ronny Johnsen       |     |     |
| DF            | 12 | Phil Neville        |     |     |
| DF            | 24 | Wes Brown           |     |     |
| MF            | 15 | Luke Chadwick       |     |     |
| FW            | 19 | Dwight Yorke        |     | 66' |
| FW            | 20 | Ole Gunnar Solskjær |     |     |
| Trenér:       |    |                     |     |     |
| Alex Ferguson |    |                     |     |     |

| Asistenti rozhodčího: Stuart Burt Darren England Čtvrtý rozhodčí: Jonathan Moss |